# Diognetos (Archon 492/491 v. Chr.)
Diognetos (altgriechisch Διόγνητος Diógnētos) war ein antiker griechischer Politiker. Er wurde im Jahr 492 v. Chr. zum Archon eponymos der Polis Athen gewählt.
Laut Dionysios von Halikarnassos übte Diognetos sein Amt im ersten Jahr der 72. Olympiade aus, dem Jahr, in dem Tisikrates aus Kroton den Stadionlauf bei den Olympischen Spielen gewann. Der Beginn der 72. Olympiade fällt in das Jahr 492 v. Chr., das Amtsjahr des Diognetos umfasste folglich nach dem attischen Kalender das bürgerliche Jahr 492/491 v. Chr.
Diognetos war der mittlere von drei bekannten athenischen Archonten des Namens. Der Name taucht auf einem Ostrakon („Tonscherbe“) vom Kerameikos auf, das aus dem Fundkomplex des wahrscheinlich in das Jahr 471 v. Chr. zu datierenden Scherbengerichts stammt: Διό(γ)νητος έ[κ] Μελίτη[ς – „Diognetos aus Melite“. Ein weiteres, nur fragmentarisch erhaltenes Ostrakon von der Agora in Athen, das der Buchstabenform zufolge etwa gleicher Zeitstellung ist, trägt den Namen [---]έτος Ἐργοτίμο[?]. Er kann zu Diognetos ergänzt werden und würde in dem Fall das Patronym (Sohn des) Ergotimos aufweisen. Für die Scherbe vom Kerameikos hatte bereits Ernst Badian vermutet, dass sie dem Archon des Jahres 492/491 v. Chr. galt. Sollte sich die Scherbe von der Agora ebenfalls auf ihn beziehen, so wäre Diognetos als Sohn des Ergotimos aus dem athenischen Demos Melite anzusprechen. Ob Diognetos mit weiteren Personen zu verbinden ist, bleibt unsicher. Stefan Brenne verweist auf den Antragsteller Diognetos des Dekrets aus dem Jahr 446/445 v. Chr., das das Verhältnis Athens zu Chalkis regelte. Mabel L. Lang stellt einen 411/412 v. Chr. gefallenen Ergotimos als Verwandten zur Diskussion. Badian nennt den Meliten Diognetos aus einem Pachtvertrag des Jahres 306/305 v. Chr. als möglichen Nachfahren.